# 16552 Савамура
16552 Савамура (16552 Sawamura) — астероїд головного поясу, відкритий 16 вересня 1991 року.
Тіссеранів параметр щодо Юпітера — 3,500.
Названо на честь Савамури (яп. さわむら(沢村) савамура).